# کاخ گارنیه

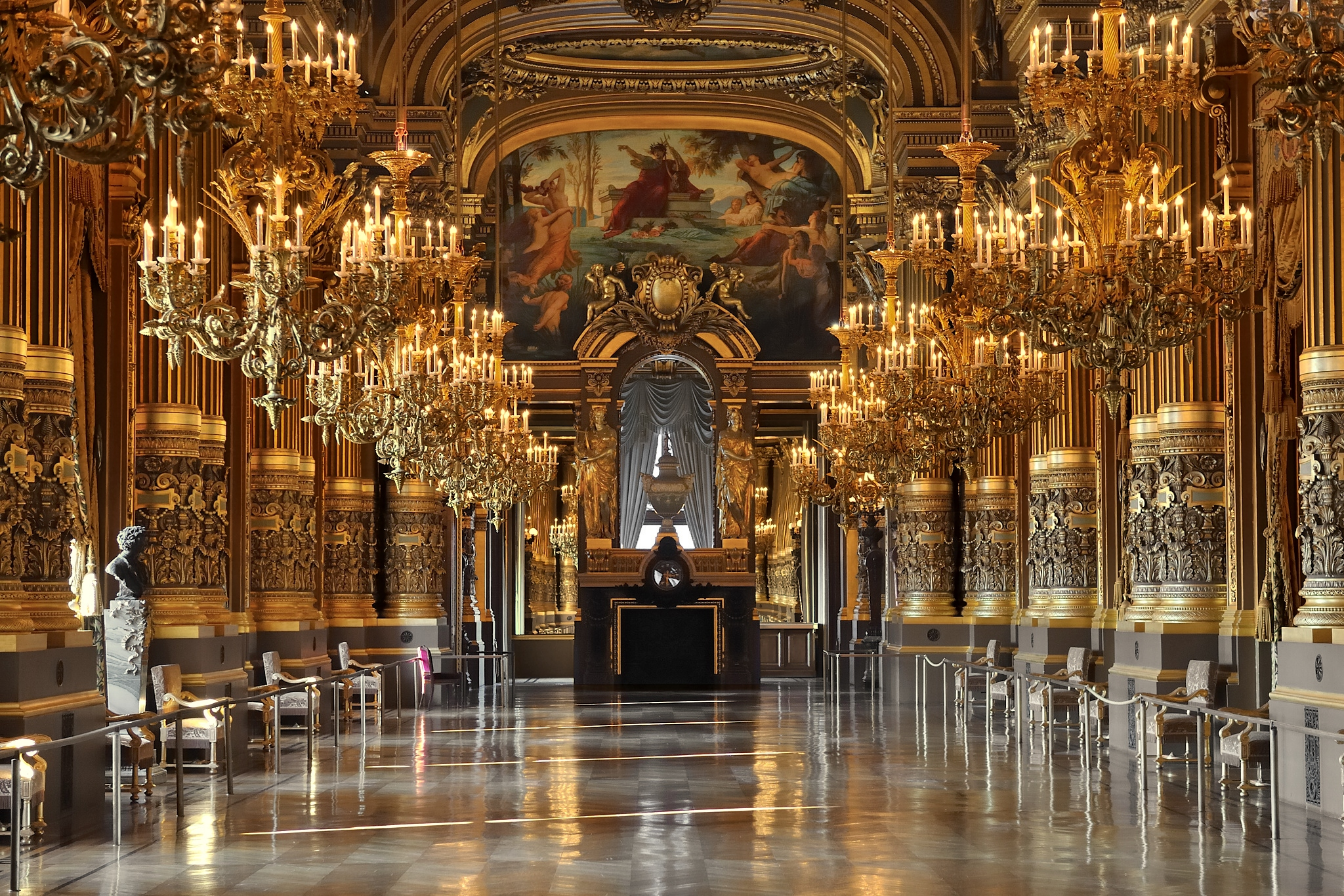
سرسرا و سالن کاخ گارنیه

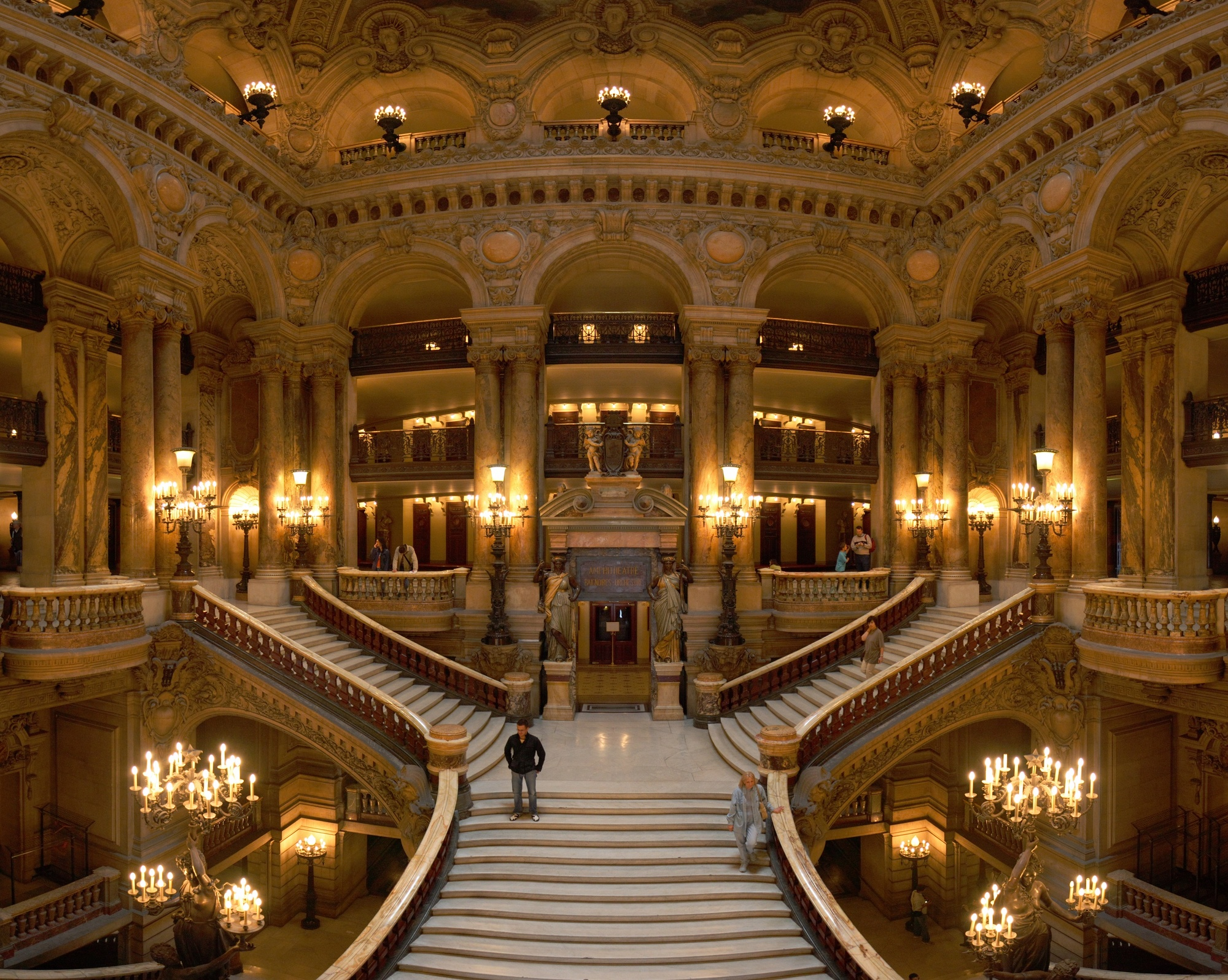
سرسرا و سالن کاخ گارنیه

کاخ گارنیه یا اپرا گارنیه (به فرانسوی: Opéra Garnier) محل برگزاری اپراهای شهر پاریس از سال ۱۸۷۵ تا ۱۹۸۹ میلادی با ۱۶۰۰ صندلی بوده‌است. این کاخ در ۱۸۶۲ توسط شارل گارنیه شروع به ساخت و در سال ۱۸۷۵ افتتاح شده‌است.
نام این ساختمان از ۱۸۷۵ تا ۱۹۷۸ تئاتر اپرا و از سال ۱۹۷۸ تا ۱۹۸۹ به نام تئاتر اپرا ملی پاریس نام‌گذاری شده بود.

## تاریخچه
این بنا بخشی از بازسازی و بزرگ شهر پاریس در دوران امپراتوری دوم فرانسه و توسط ناپلئون سوم فرانسه بوده بارون هاوسمن بر آن نظارت داشته‌است. در سال ۱۸۵۸، ۱۲۰۰۰ متر مربع زمین برای ساخت تئاتر، اپرا و رقص‌های باله در نظر گرفته شد. پروژه ساخت بنا در سال ۱۸۶۱ توسط شارل گارنیه به عهده گرفته شد و در سال ۱۸۶۲ ساخت آن با الهام از سبک معماری یونانی و رومی آغاز شد.

### مجسمه‌ها

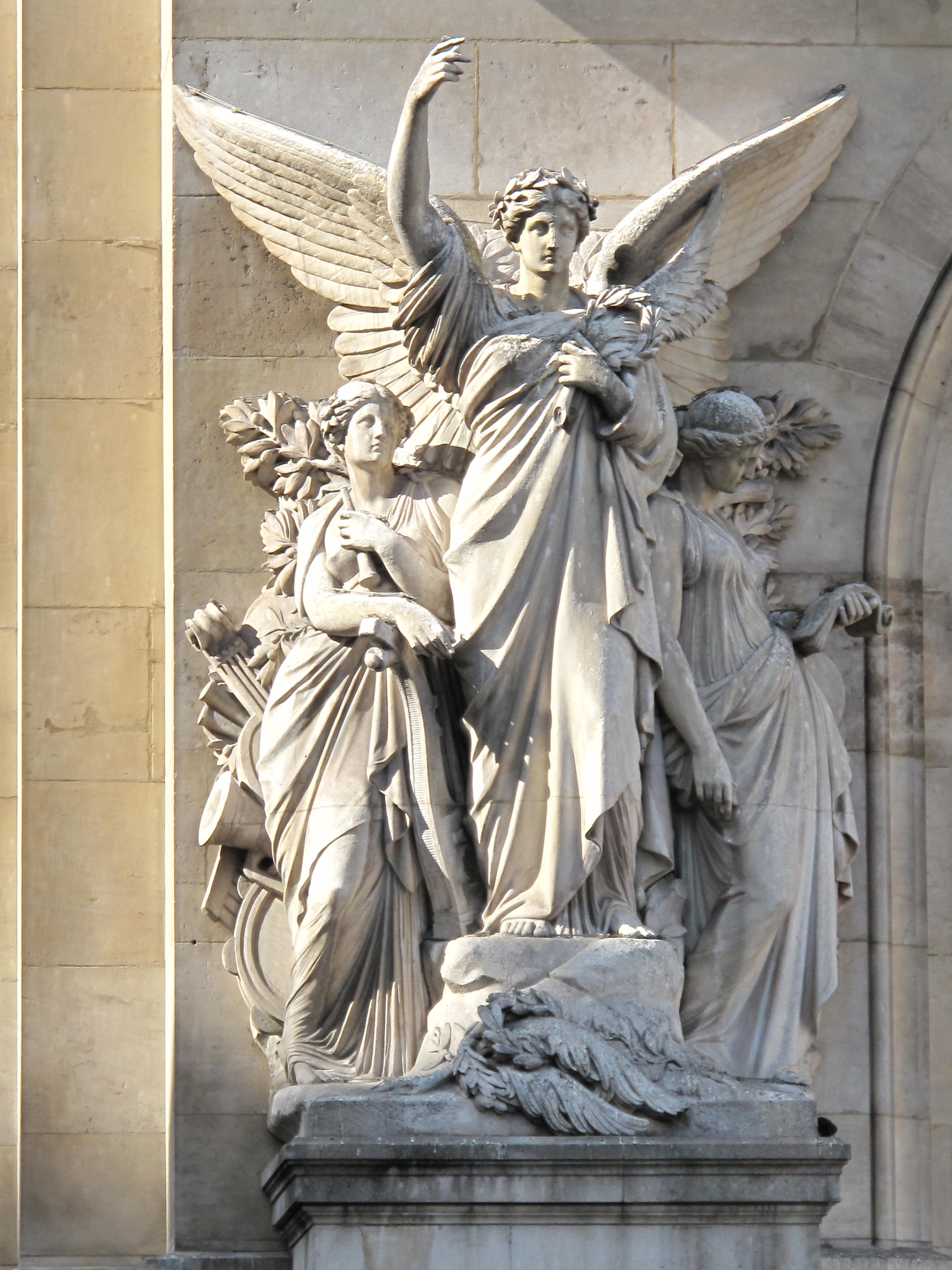
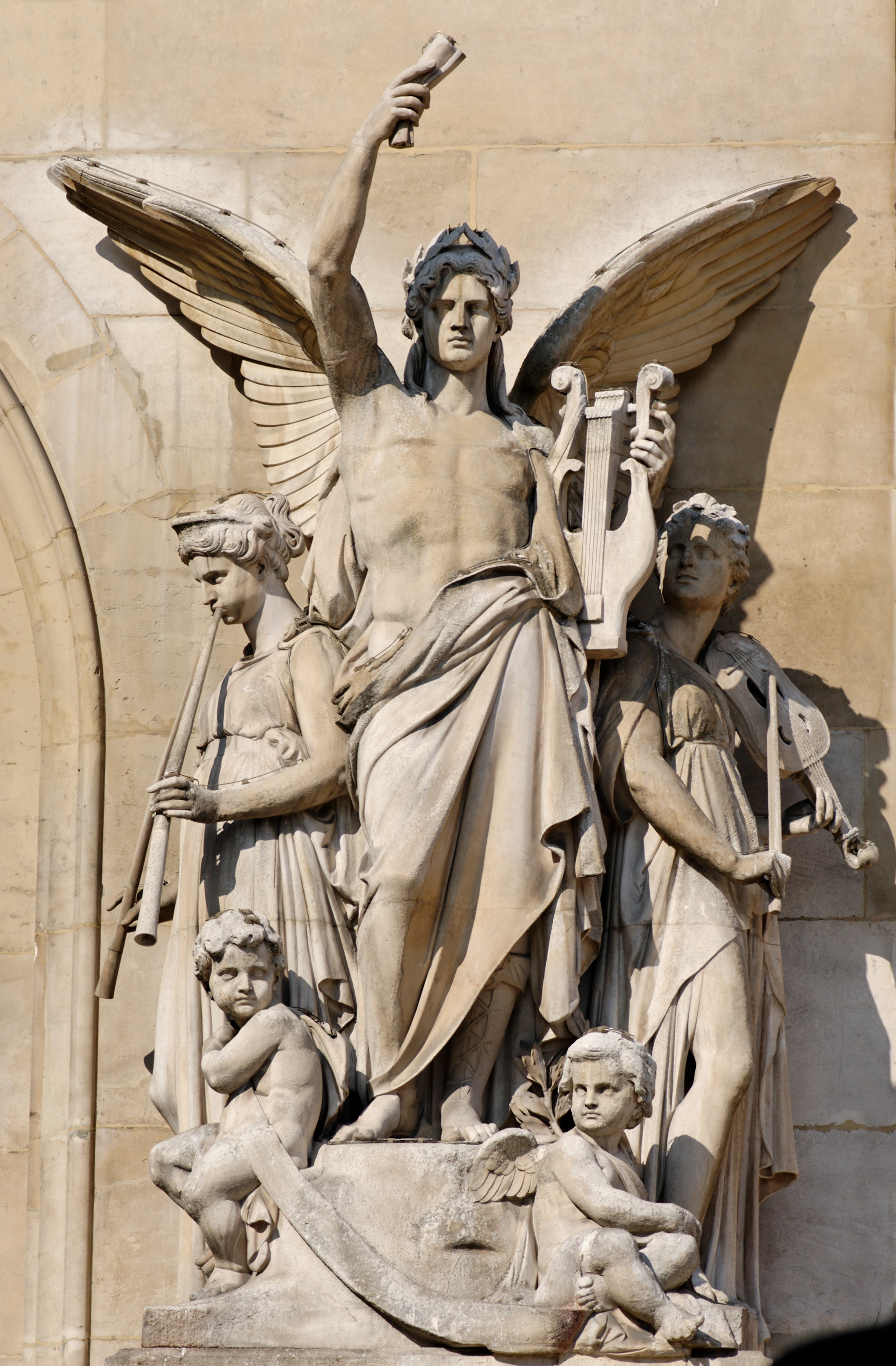
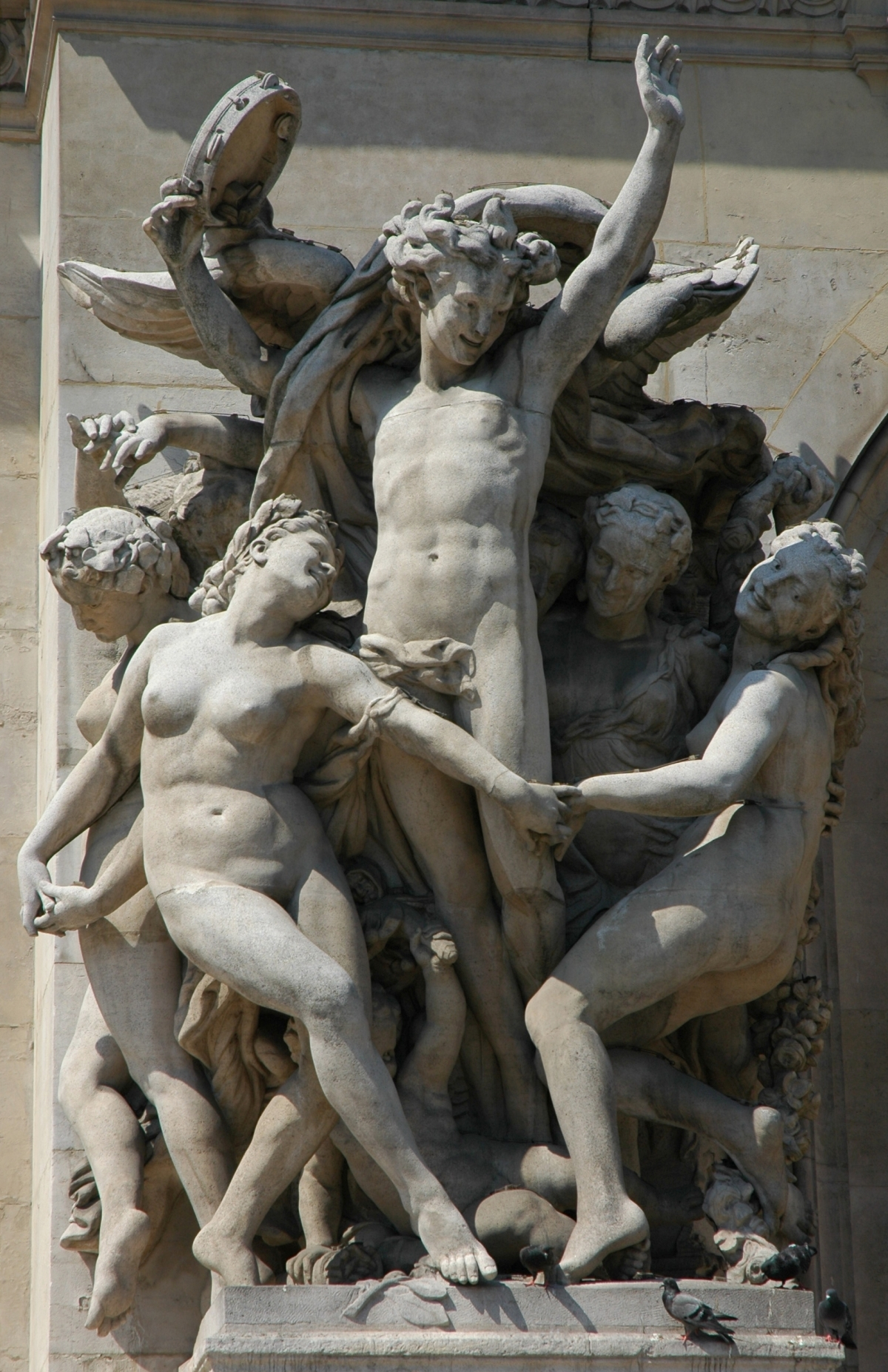
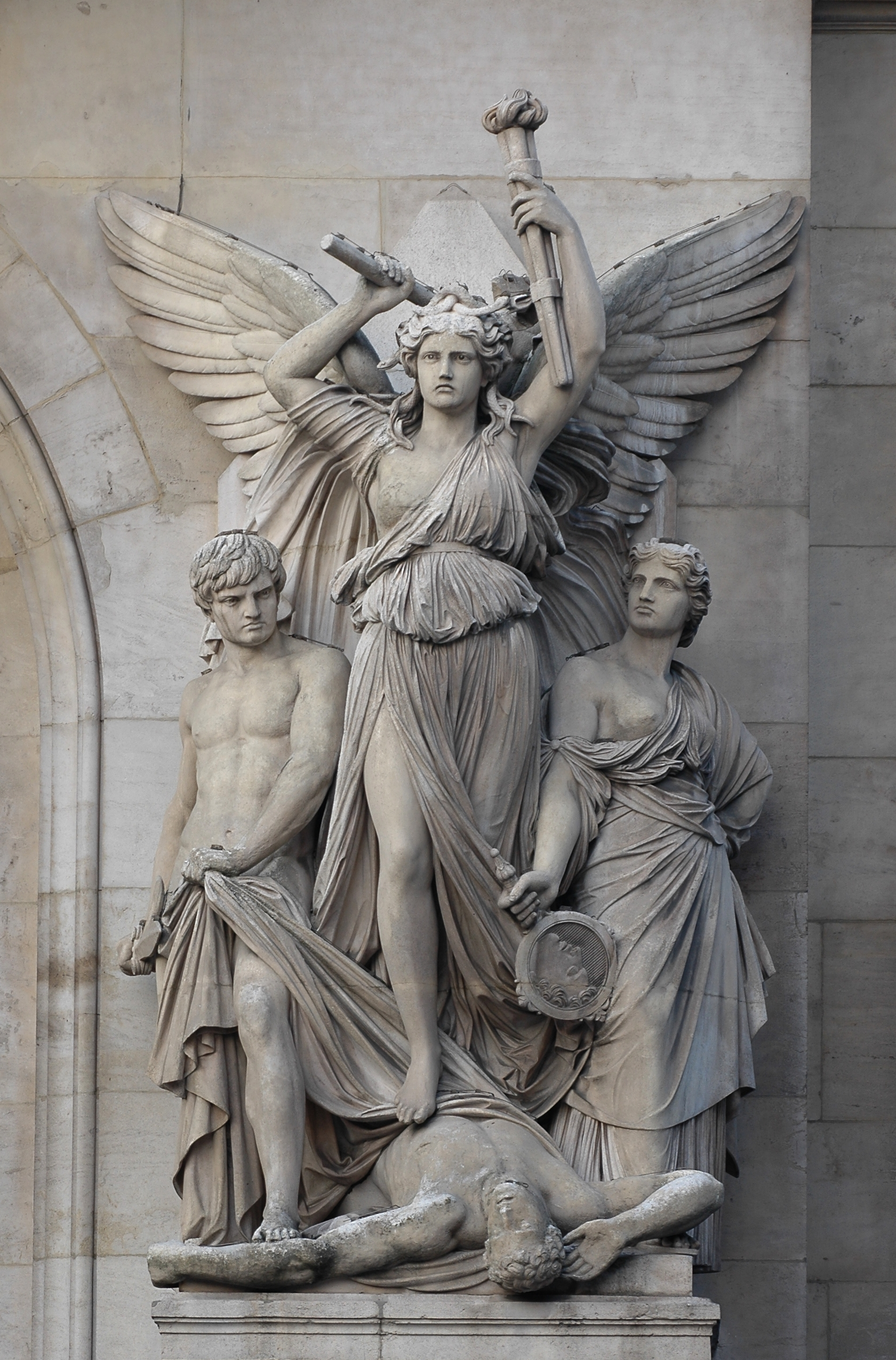

### داخل سالن

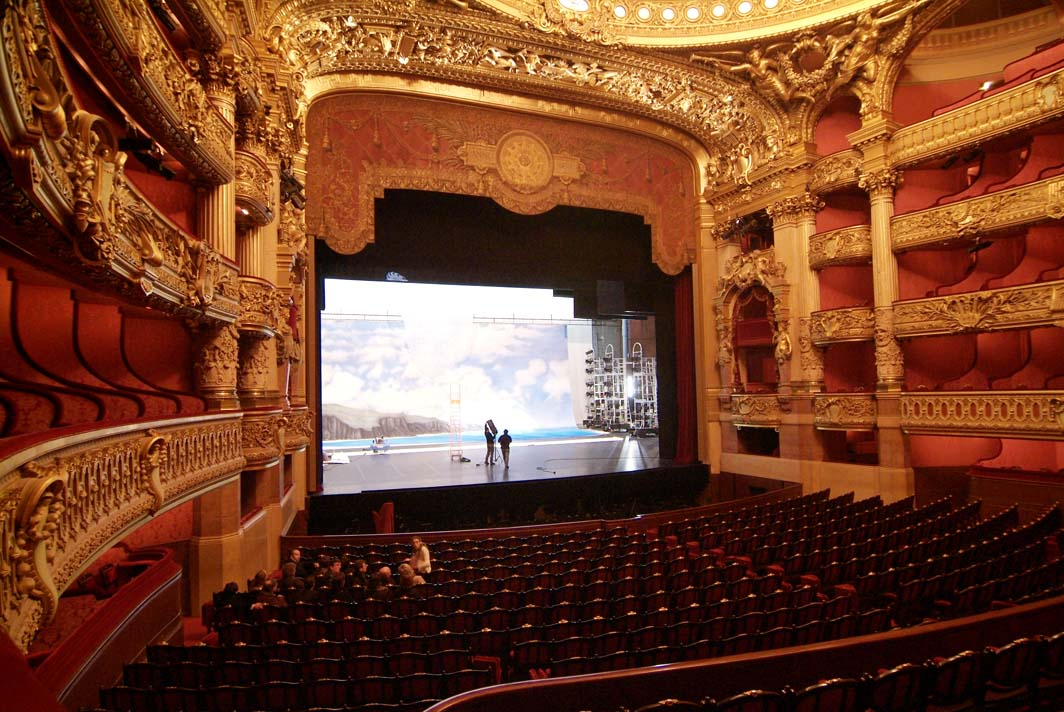
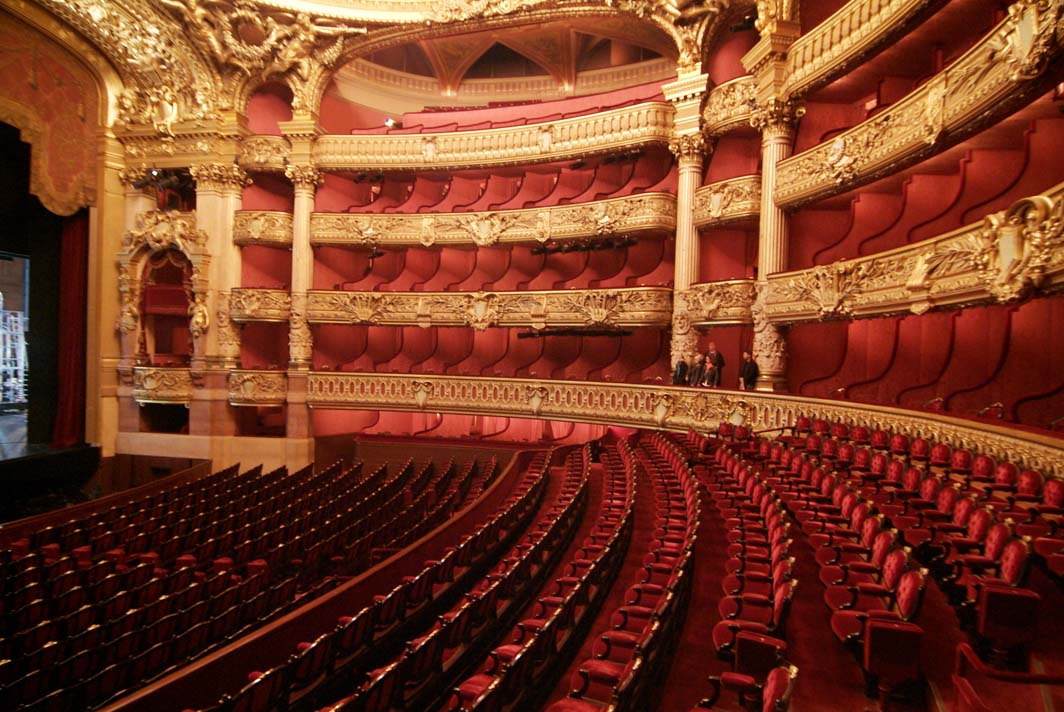
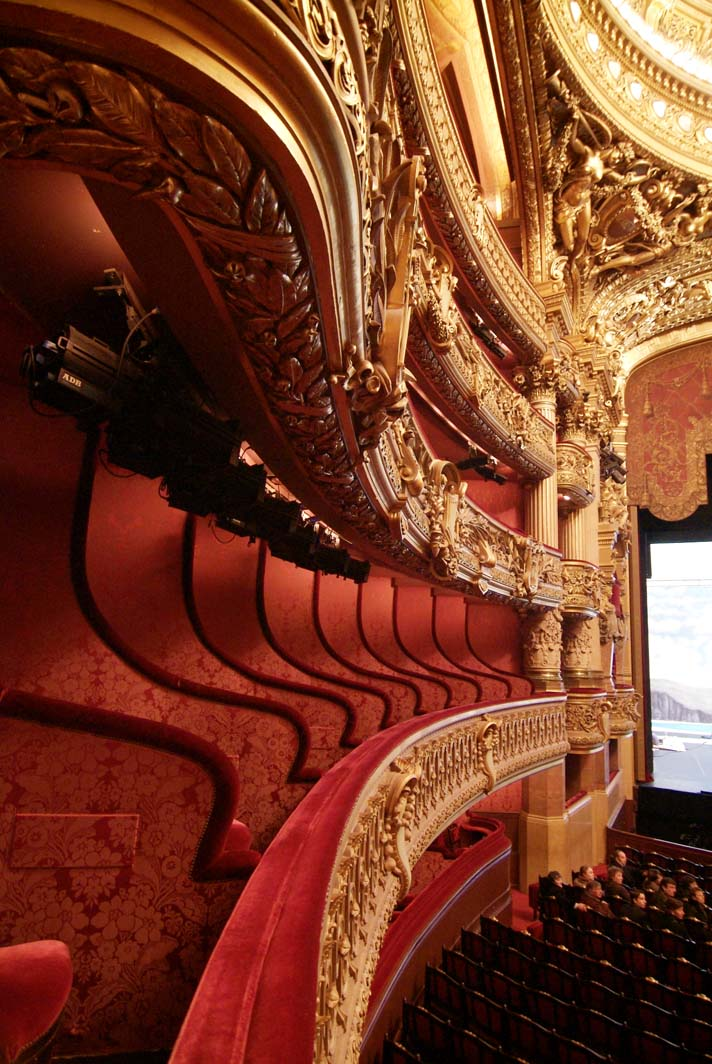

### راهروها و پله‌پله

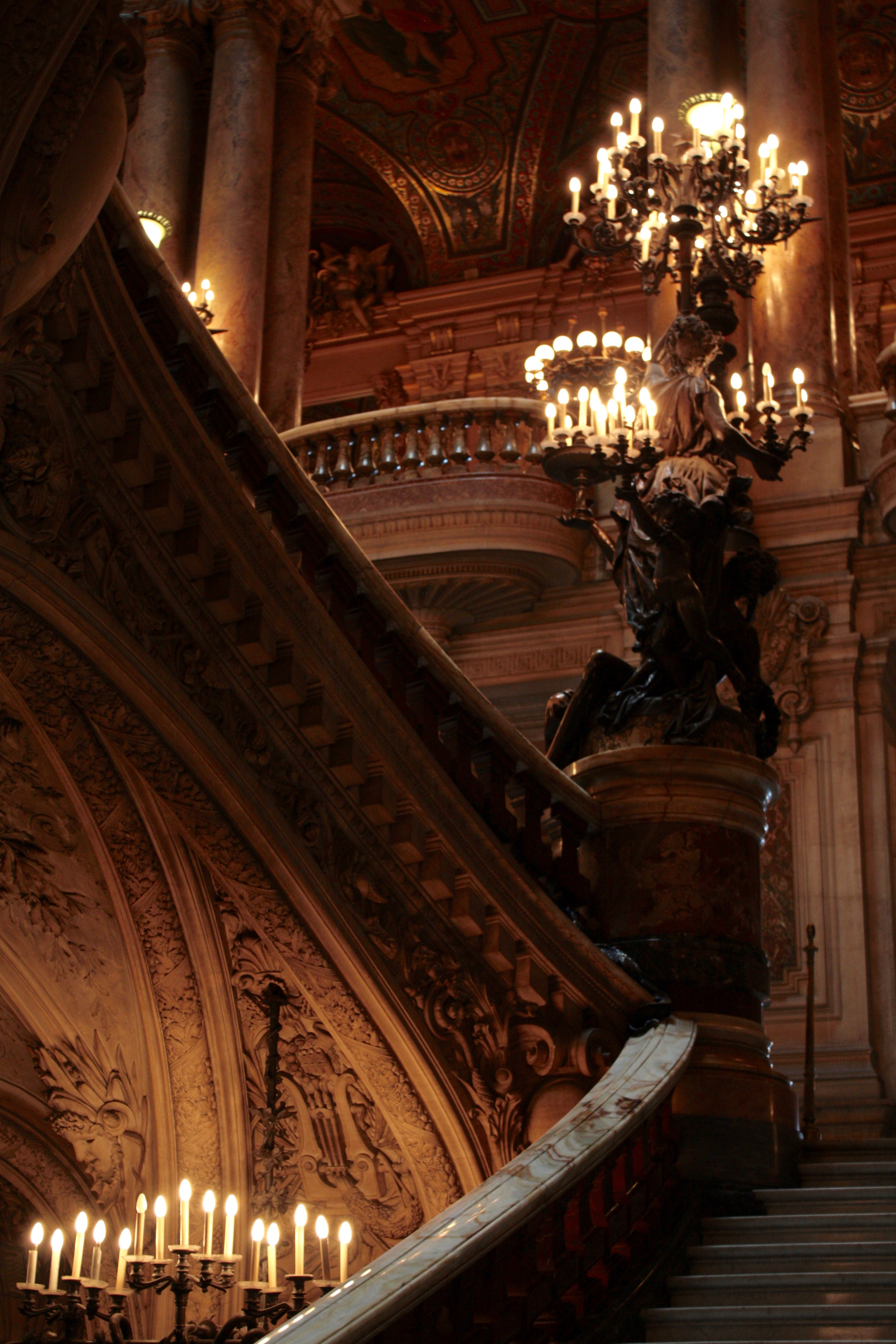
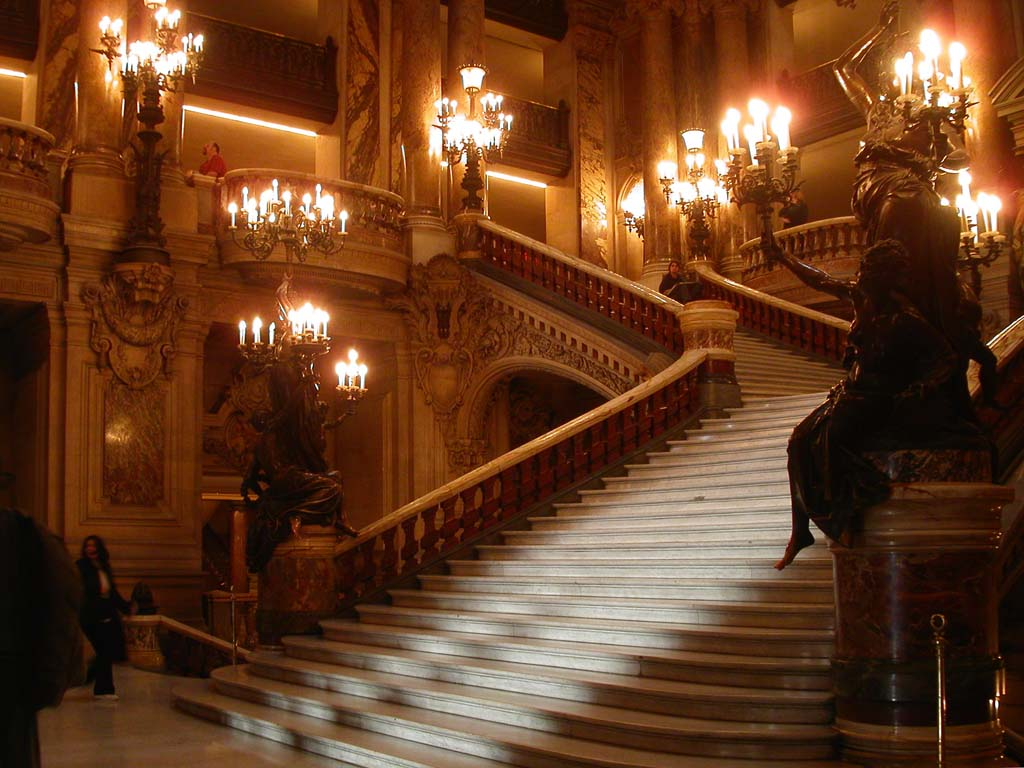
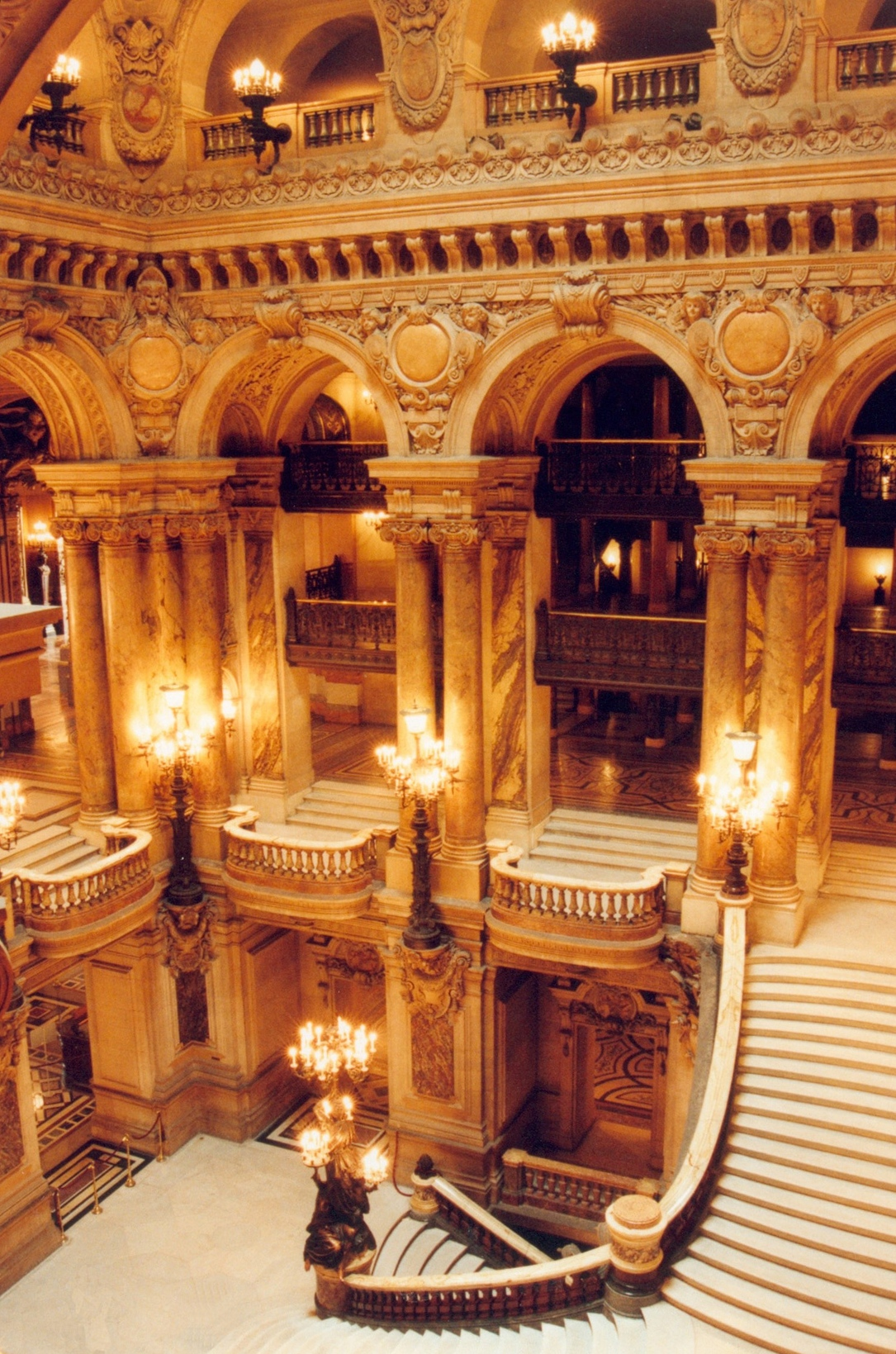
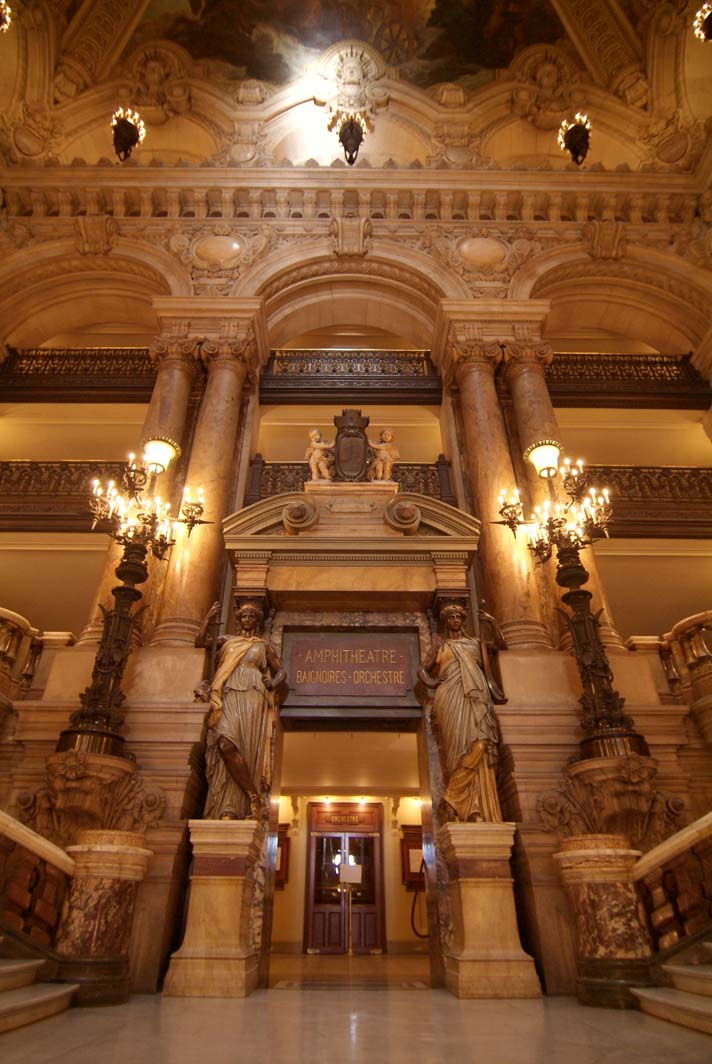

### کتابخانه

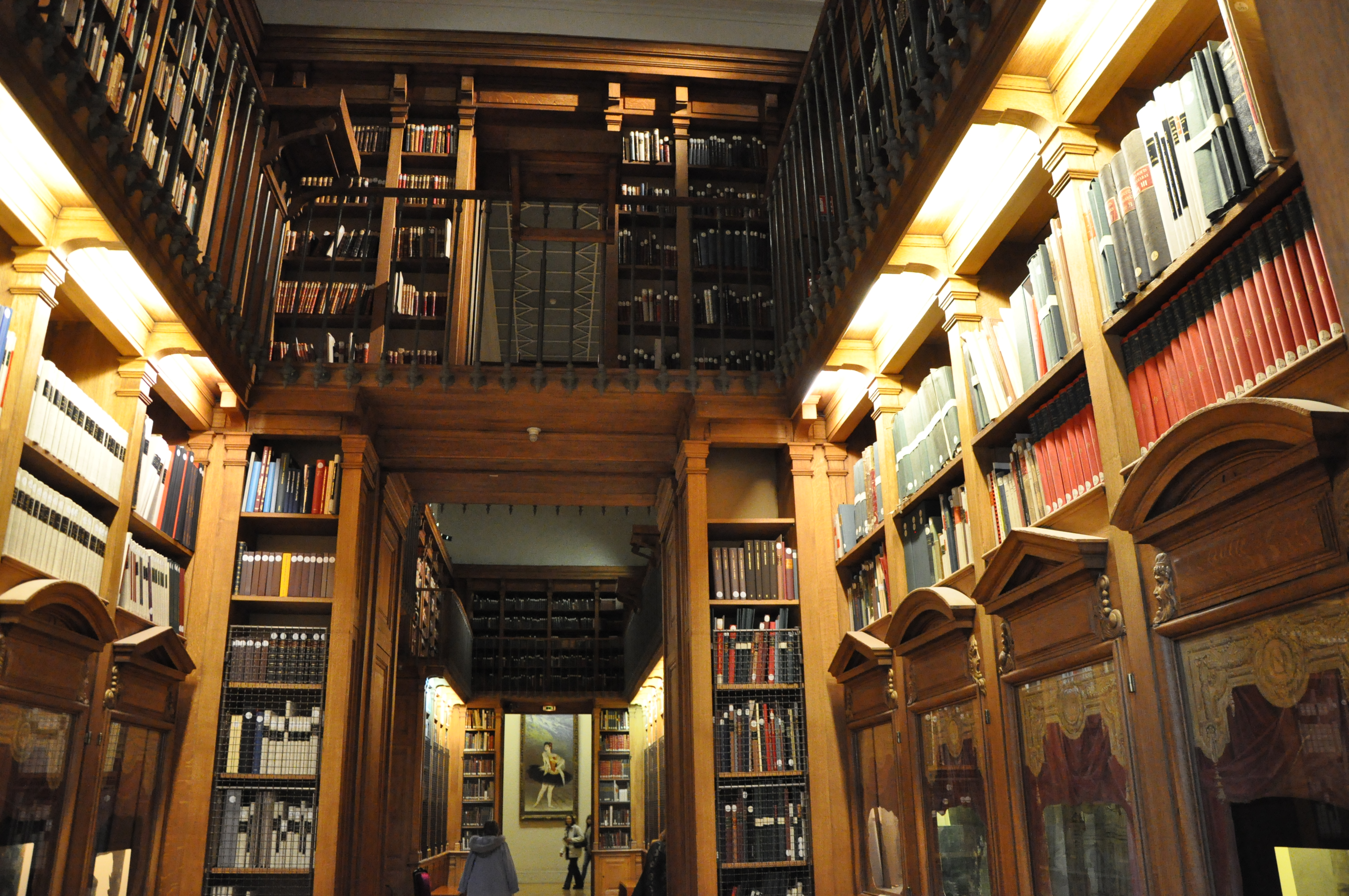
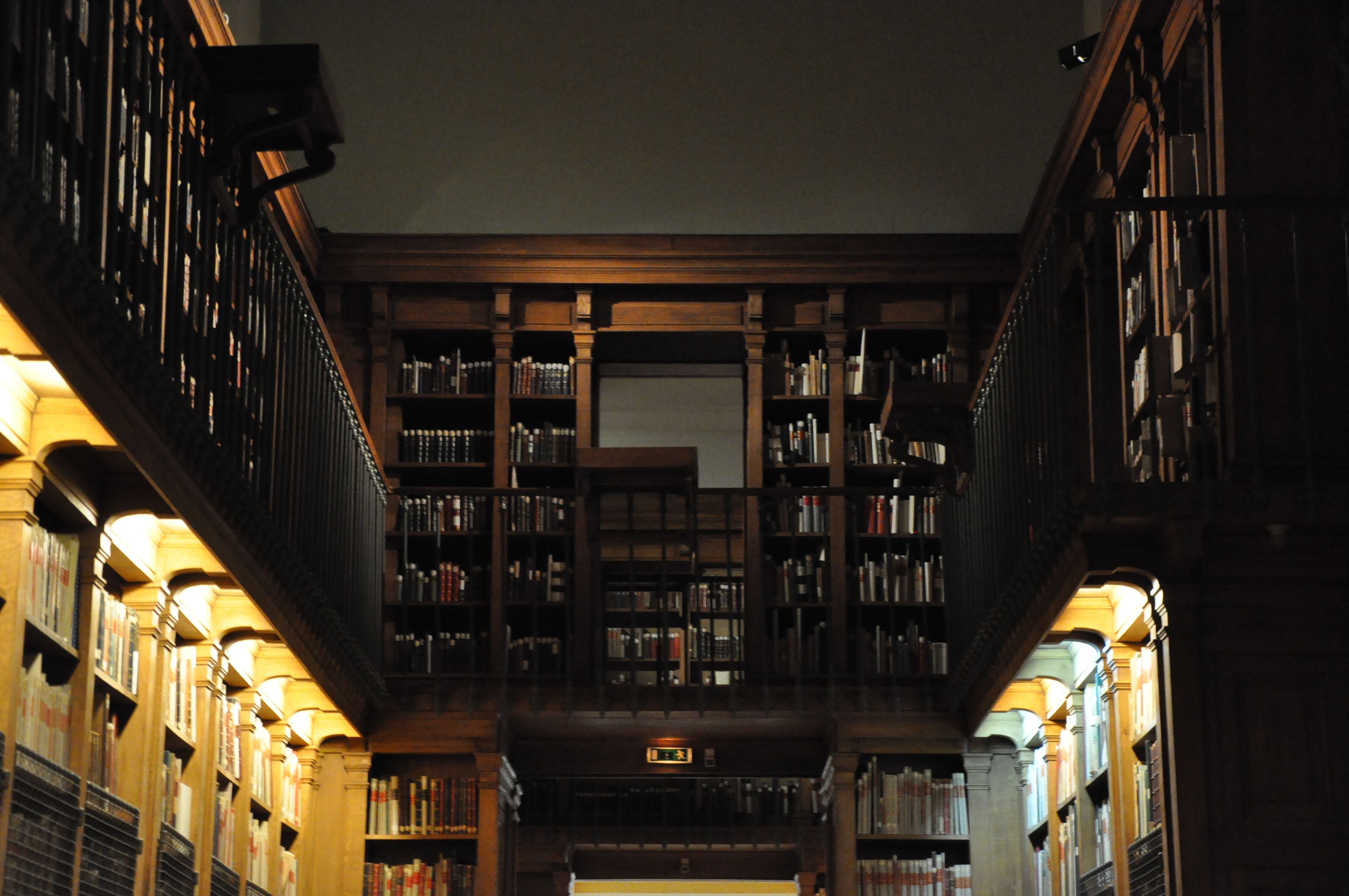

## نگارخانه

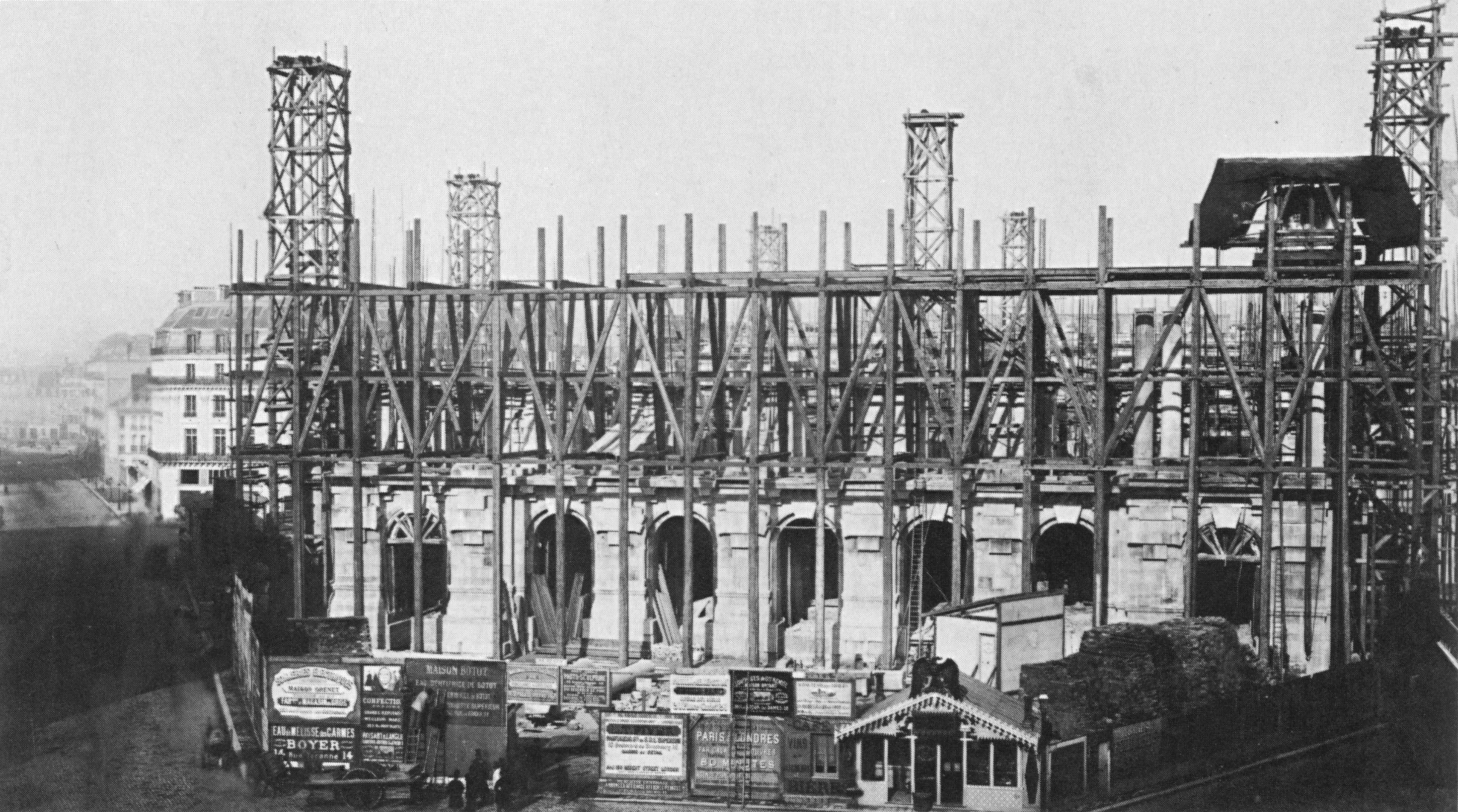
۱۸۶۴ در حال ساخت
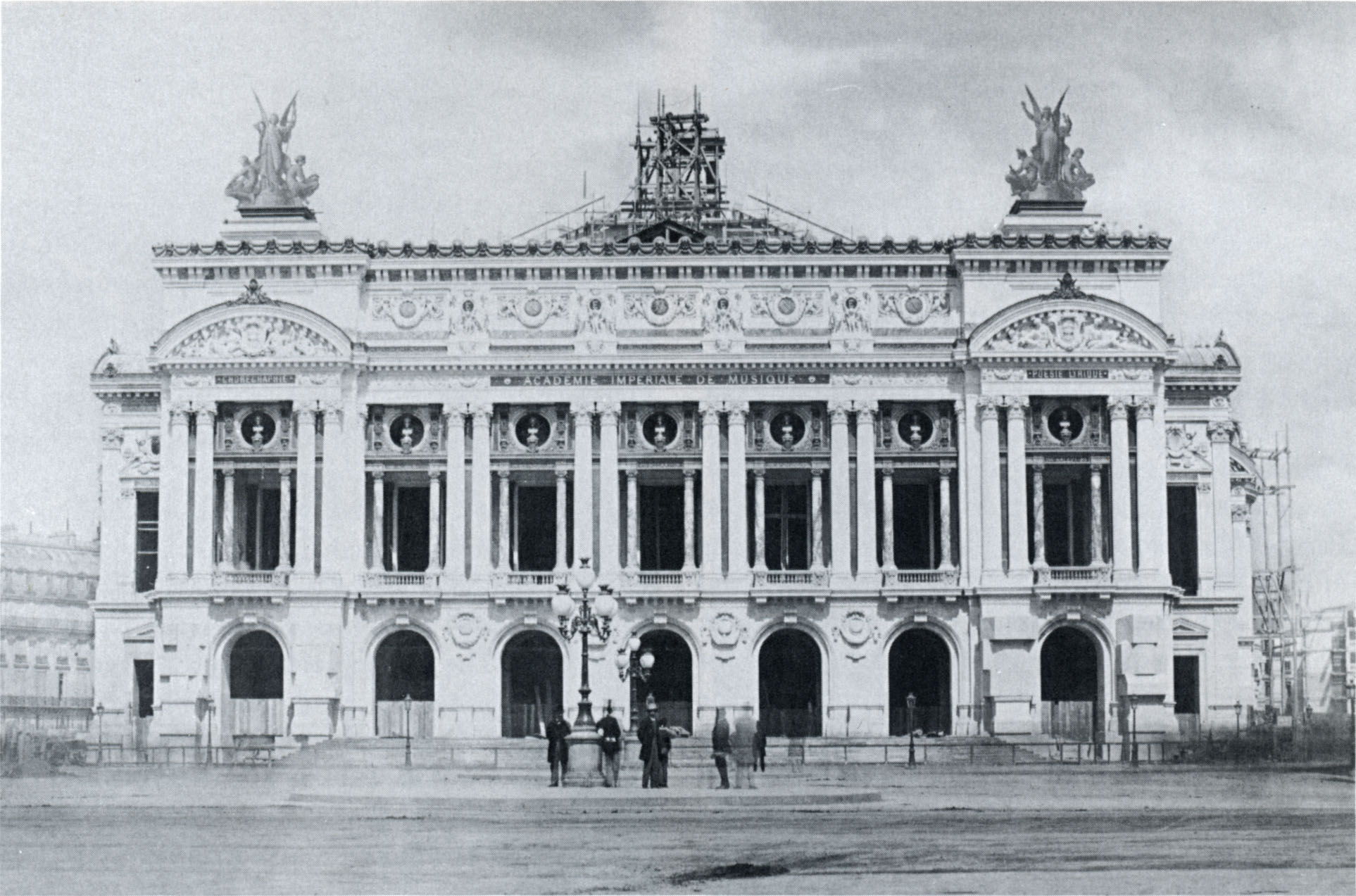
۱۸۶۷
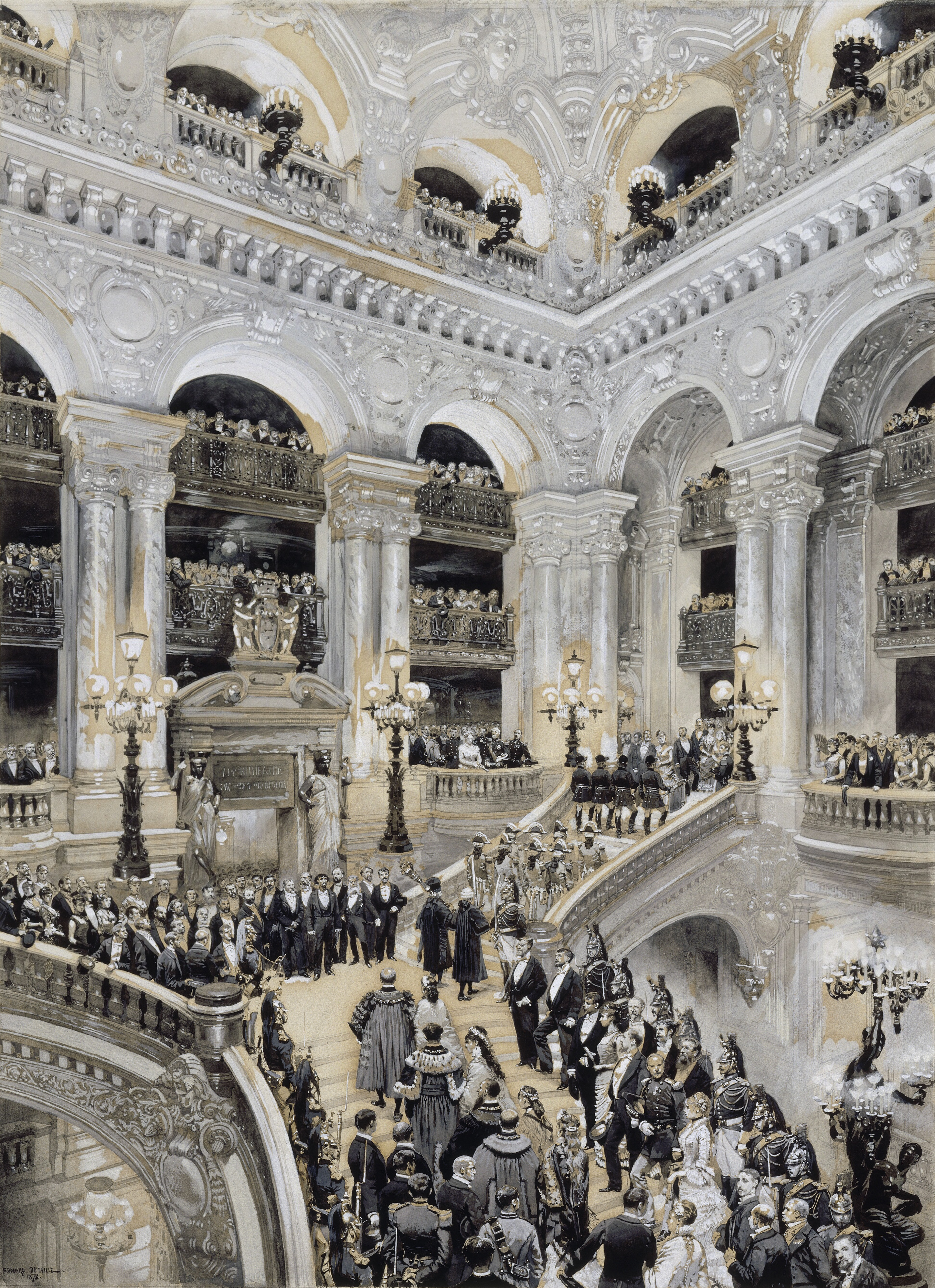
۱۸۷۸
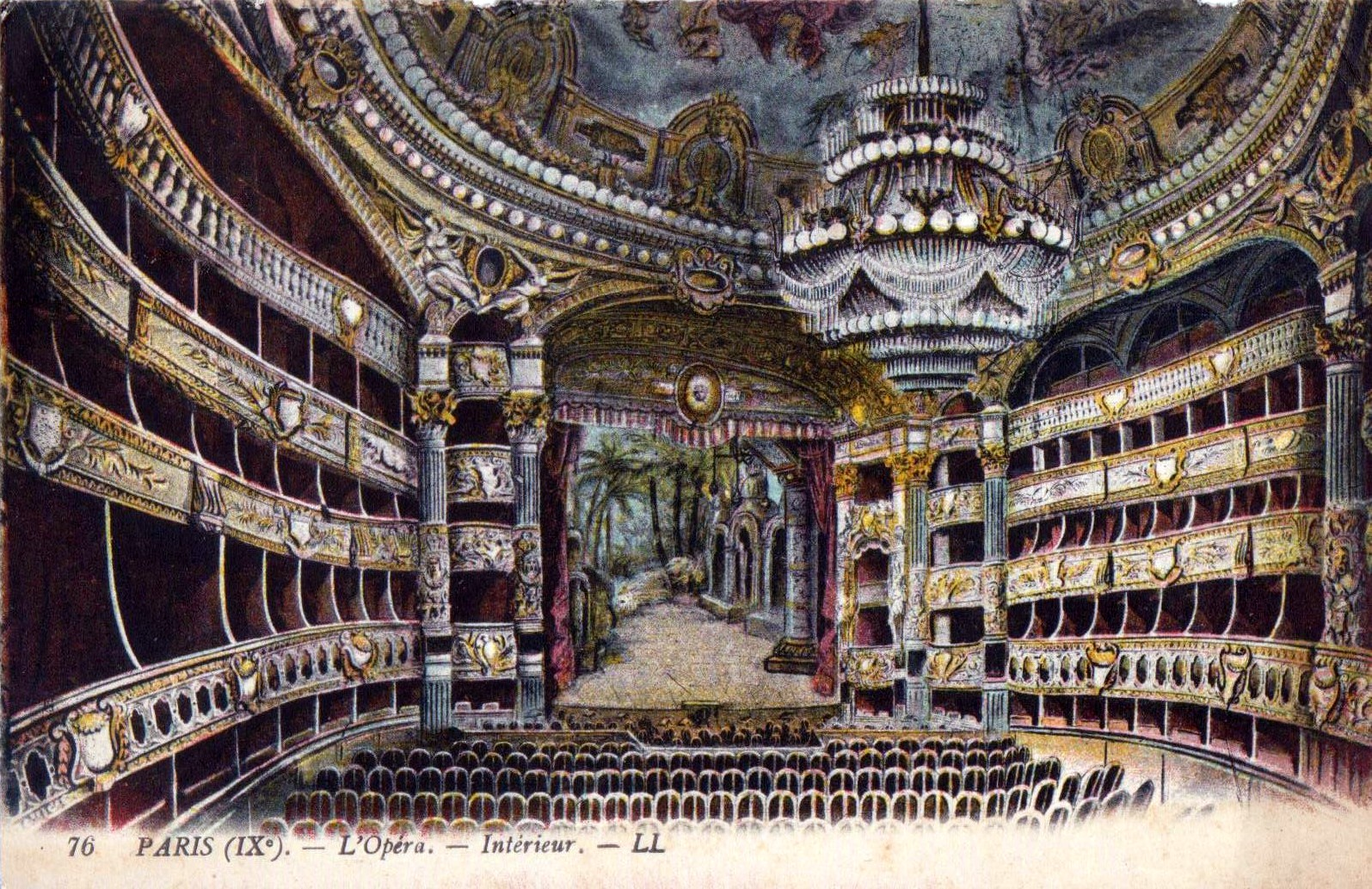
۱۹۰۹